# メディアプルポ
株式会社メディアプルポ（英: MEDIA PULPO Co.,Ltd.）は、関西テレビ放送（カンテレ）の連結子会社で、主に関西テレビの番組制作や音楽著作権の管理、コンサートとイベントの主催・後援などを手掛けている企業。
社名ロゴ『メディアプルポ』の「プルポ」は日本の書家・作家の榊莫山が揮毫したものであり、シンボルである蛸の8本足は関西テレビのアナログ親局のチャンネル番号或いはデジタル放送のリモコン番号である『8』をシンボライズしている。

## 歴史
- 1972年（昭和47年） - 株式会社関西音楽出版として設立。
- 1983年（昭和58年） - 「株式会社関西テレビ音楽出版」として社名変更。
- 1995年（平成7年）7月5日 - 株式会社メディアプルポとして社名変更。
- 2006年（平成18年）2月1日 - 東京支社開設。

法人登記上は2001年（平成13年）に、関西テレビハッズ（旧・オクト=通販事業と、旧・関西テレビアデント=イベント企画事業の合併企業）の設立に伴い清算（会社解散）となった映像プロダクション事業「エイトプロダクション」の事業も事実上統合している。

## 所属スタッフ

### 現在

#### 映画監督
- 瑠東東一郎（東京支社）

#### プロデューサー
- 横山勇人（東京支社）
- 若松雅也
- 高山浩児
- 武市暢
- 増田幸一郎
- 西原久進
- 馬場哉（東京支社）
- 赤星渉
- 貞尾由希子
- 伊藤茜（ドラマ）

#### ディレクター
- 藤原慎平
- 竹本聡志（東京支社）
- 堀江拓真
- 髙野有里
- 有本匡徳
- 吉川優作
- 小浴崇慎
- 杉岡亮
- 嶋津彰吾
- 三谷俊仁
- 東啓慈
- 安東勇吾
- 吉村直暢
- 山根郁摩[1]
- 横田幸平
- 栗原悠
- 加藤美咲
- 山本さつき

### 過去

#### アナウンサー
- 桑原征平（親会社・関西テレビを定年後、メディアプルポに移籍し、ここからの出向扱いで関西テレビと優先的に専属契約を結んでいた）

#### プロデューサー
- 梁典雄
- 上沼真平
- 松本浩（現・ビーダッシュ大阪支社プロデューサー）

## 主な制作作品

### テレビ番組
（凡例）太字：現在放映中また継続中（特番の場合）の番組・これから放映される番組。※：スタッフ派遣・演出協力番組。特に記述がない場合はカンテレで放送。

### 映画

#### 2010年代
2011年（平成23年）
- HOT SNOW（7月9日）

2012年（平成24年）
- 寮フェス! 〜最後の七不思議〜（配給:ギャガ 3月31日）

2013年（平成25年）
- 呪報2405 ワタシが死ぬ理由 劇場版（配給:日本出版販売 12月21日）

2016年（平成28年）
- ホーンテッド・キャンパス（配給:松竹 7月2日）

2017年（平成29年）
- 劇場版 新・ミナミの帝王（配給:KATSU-do 1月14日）

2019年（平成31年→令和元年）
- 劇場版 おっさんずラブ 〜LOVE or DEAD〜（配給:東宝 8月23日）※

#### 2020年代
2020年（令和02年）
- 星屑の町（配給:東映ビデオ 3月6日）
- オレたち応援屋!!（10月23日）
- ミセス・ノイズィ（配給:アークエンタテインメント 12月4日）

### ビデオパッケージ（VHS・DVD）
（凡例）太字：これからの発売リリースする予定。前身である関西テレビ音楽出版時代を含む。

### その他
- 2014年から、大阪市ミナミを拠点としたご当地アイドルとして「minAmin」を結成した。[2]第1期生のオーディションには近畿圏を中心に12-22歳（プロ・アマ不問だが、プロの場合は特定芸能事務所に所属していないフリーであること）の500人以上が応募し、その中から5人を選抜（うち1名は研究生）。同11月からEBISUBASHI HALLを本拠地とした定期公演を実施している。
- 2015年4月現在、第2期生を募集[3]。

## 主な管理楽曲
前身である関西音楽出版→関西テレビ音楽出版時代を含む。